# Wladimir Alexandrowitsch Polujachtow
Wladimir Alexandrowitsch Polujachtow (russisch Владимир Александрович Полуяхтов; * 11. Juli 1989 in Krassawino) ist ein ehemaliger russischer Fußballspieler.

## Karriere
Polujachtow begann seine Karriere bei Master-Saturn Jegorjewsk. Zur Saison 2007 wechselte er in die Jugend des FK Moskau. Zur Saison 2008 schloss er sich Saturn Ramenskoje an, wo er für die drittklassige Reserve spielen sollte. Insgesamt absolvierte er 77 Partien für Saturn-2 in der Perwenstwo PFL. Im August 2010 wurde er an den Zweitligisten FK Dynamo Sankt Petersburg verliehen. Dort gab er im selben Monat gegen Wolgar-Gasprom Astrachan sein Debüt in der Perwenstwo FNL. Bis zum Ende der Saison 2010 kam er zu 13 Zweitligaeinsätzen für Dynamo, das allerdings aus der FNL abstieg.
Zur Saison 2011/12 kehrte Polujachtow nicht mehr nach Ramenskoje zurück, sondern wechselte fest zum Zweitligisten Schemtschuschina Sotschi. In Sotschi konnte er sich aber nicht durchsetzen und kam nur zu einem Zweitligaeinsatz. Nach dem 19. Spieltag stellte Schemtschuschina den Spielbetrieb ein, woraufhin der Außenverteidiger zum Ligakonkurrenten Gasowik Orenburg wechselte. Für Gasowik spielte er dann bis Saisonende 26 Mal in der FNL, aus der er mit dem Team allerdings abstieg. In der Saison 2012/13 spielte er 25 Mal in der PFL, mit Orenburg schaffte er zu Saisonende den direkten Wiederaufstieg in die zweite Liga. In der Saison 2013/14 absolvierte er 28 Zweitligapartien, in der Saison 2014/15 33.
In der Saison 2015/16 kam er zu 37 Einsätzen, mit Orenburg stieg er als Zweitligameister in die Premjer-Liga auf, woraufhin sich Gasowik in FK Orenburg umbenannte. Nach dem Aufstieg gab er im Juli 2016 gegen den FK Rostow sein Debüt im Oberhaus. Bis Saisonende kam er zu 25 Erstligaeinsätzen, mit Orenburg stieg er aber direkt wieder in die FNL ab. Polujachtow blieb allerdings der Liga erhalten und schloss sich zur Saison 2017/18 Anschi Machatschkala an. Für Anschi spielte der Verteidiger 27 Mal in der Premjer-Liga, allerdings stieg auch Machatschkala zu Saisonende aus jener ab.
Polujachtow blieb jedoch erneut in der Liga und wechselte zur Saison 2018/19 zu Krylja Sowetow Samara. Für Samara kam er in seiner ersten Saison zu 14 Erstligaeinsätzen. In der Saison 2019/20 absolvierte er zwölf Partien, mit Samara stieg er dann aber ebenfalls aus dem Oberhaus ab. In der Saison 2020/21 kam er zu 37 Zweitligaeinsätzen und schaffte mit Krylja Sowetow den direkten Wiederaufstieg. Diesen machte er aber nicht mehr mit, stattdessen blieb er in der FNL und kehrte zur Saison 2021/22 nach Orenburg zurück. Für Orenburg machte er 15 Zweitligaspiele, ehe das Team zu Saisonende wieder in die Premjer-Liga aufstieg. Im Oberhaus kam er in den folgenden zwei Jahren zu 24 Einsätzen. Nach der Saison 2023/24 beendete er seine Karriere als Aktiver und rückte in den Trainerstab Orenburgs.